# Eugen Bleuler
Paul Eugen Bleuler (30. duben 1857 Zollikon, Švýcarsko – 15. červenec 1939, Zollikon) byl švýcarský psychiatr mimořádného významu pro jeho přínosy k pochopení duševních chorob. Je tvůrcem termínu schizofrenie a autismus.
Bleuler se narodil v Zollikonu, městečku nedaleko Curychu ve Švýcarsku do rodiny zámožného sedláka Johanna Rudolfa Bleulera a Pauline Bleulerové. Studoval medicínu v Curychu. Následovala studia v Paříži, Londýně a Mnichově, po kterých se vrátil do Curychu, aby nastoupil jako lékař v Burghölzli, psychiatrické univerzitní nemocnici v Curychu.